# Свірзькі

варіант гербу Шалава

Свірзькі гербу Шалава — руський шляхетський рід, з часом спольщився. Був представлений у Руському воєводстві.

## Представники
Здавна підписувалися з Романова.
- Гліб з Романова — староста коломийський, брав участь у битві з волохами під командою гетьмана Яна Амора Тарновського
- Стефан, Олександр, рідні брати, загинули в битві під Сокалем 1519
- Андрій — мальтійський кавалер
- Андрій — фундатор костелу Небовзяття Богородиці у Свіржі
- Андрій — войський теребовельський
  - Малґожата — дружина Кшиштофа Каліновського
- Христофор (Кшиштоф) — каштелян галицький
- Прокоп — ротмістр під командою коронного гетьмана Миколая Сенявського
- Петро — ротмістр, коронний обозний за Яна Замойського, дружина — остання з роду князів Ружинських, донька князя Романа[1]
  - Кирило, похований у домініканському костелі Божого Тіла у Львові
- Миколай — кустош у Ґнезно, суфраган і пробощ у Холмі
- Станіслав — стольник львівський, дружина Каковська
  - Антоній — скарбник львівський, дружина Ценська